# ГЕС Луодонг
ГЕС Луодонг (洛东水电站) — гідроелектростанція на півдні Китаю у провінції Гуансі. Входить до складу каскаду на річці Longjiang, правій твірній Liujiang, яка впадає ліворуч до основної течії річкової системи Сіцзян (завершується в затоці Південно-Китайського моря між Гуанчжоу та Гонконгом) на межі ділянок Hongshui та Qian.
Русло Longjiang трохи вище від впадіння її лівої притоки Чахе перекрили бетонною гравітаційною греблею висотою 47 метрів та довжиною 176 метрів. Створений нею підпір дозволив затопити сідловину та спрямувати воду із Longjiang до Чахе, на якій звели другу бетонну греблю із інтегрованим машинним залом висотою 47 метрів та довжиною 165 метрів. Разом ці споруди утримують водосховище з об’ємом 185 млн м3.
На початку 1970-х станцію ввели в експлуатацію із двома турбінами типу Каплан потужністю по 20 МВт, які в 1993-1994-му були модернізовані до показника у 25 МВт. Вони могли використовувати напір від 6 до 23 метрів та мали забезпечувати виробництво 236 млн кВт-год електроенергії на рік. А в 2006-му поряд запустили другий машинний зал із однією бульбовою турбіною потужністю 20 МВт.